# О любви говорить не будем
«О любви говорить не будем» — художественный фильм режиссёра Вариса Браслы, снятый по мотивам романа Андриса Колбергса «Под утро в автомобиле» на Рижской киностудии в 1988 году. Московская премьера фильма состоялась в феврале 1990 года.

## Сюжет
Жизнь молодожёнов Бригиты и Индулиса складывалась как и у многих семейных пар. Отсутствие собственного дома, заботы о ребёнке и вечная нехватка денег. После очередной смены квартиры Бригита обратилась за помощью к Фредису — другу юности Индулиса, который занимал административный пост на крупном промышленном предприятии.
В результате манипуляций с заводской документацией государству был нанесён материальный ущерб. Отвечать за случившееся пришлось Бригите, намеренно взятой Фредисом на ответственную должность. Несмотря на участие в её судьбе следователя, молодой женщине пришлось несколько лет провести в исправительной колонии.
Выйдя на свободу, она мечтает отомстить виновным в её поломанной судьбе. Понимая, что одновременно любит и ненавидит своего бывшего мужа, который после развода живёт с новой семьёй, Бригита делает неудачную попытку пробудить в нём старые чувства. Они встречаются, но только для того, чтобы вскоре расстаться уже навсегда.

## В ролях
- Илзе Рудолфа — Бригита
- Марис Андерсонс — Индулис
- Лига Кактиня — Айя
- Улдис Думпис — Вицкис
- Харий Спановскис — Фредис
- Визма Озолиня — знакомая
- Эдгар Сукурс — крёстный

## Съёмочная группа
- Автор сценария: Эрик Ланс
- Режиссёр-постановщик: Варис Брасла
- Оператор-постановщик: Алвис Менголс
- Композитор: Имант Калныньш
- Художник-постановщик: Петерис Розенбергс
- Звукооператор: Глеб Коротеев
- Режиссёр: А. Жуковскис
- Оператор: Г. Криевс
- Художник по костюмам: Скайдра Дексне
- Художник-гримёр: Римма Аболтиня
- Консультант: Эгонс Русановс
- Директор: Сарма Матвека

## Награды
- Лауреат кинофестиваля Большой Кристап в номинации «Лучший полнометражный игровой фильм» (1988).